# NHIndustries

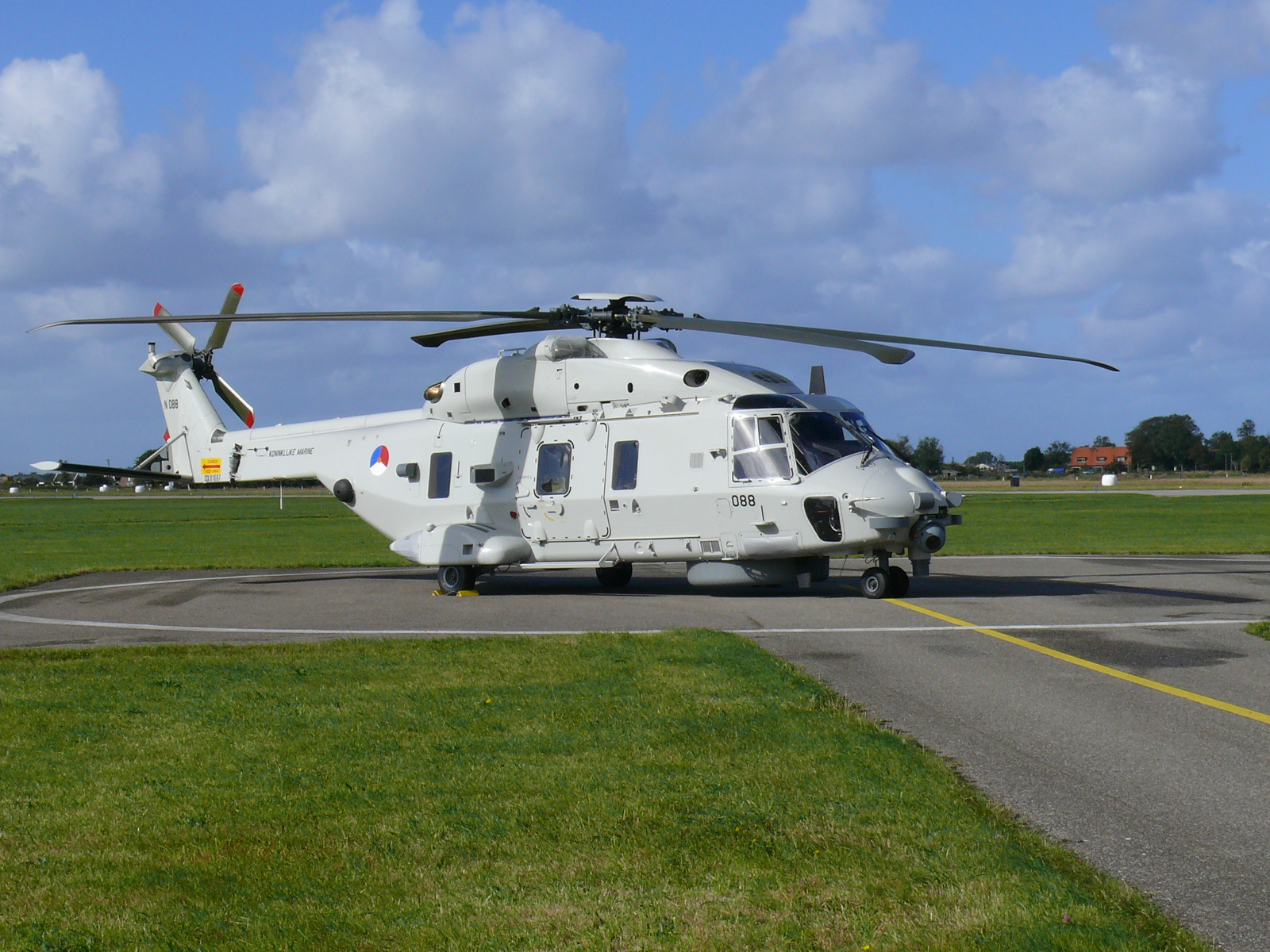
Een NH-90 van het Nederlandse leger

NHIndustries is een helikopterfabrikant, opgericht in 1992 door Eurocopter uit Frankrijk en Duitsland, Agusta uit Italië en Stork Fokker Aerospace uit Nederland. NHIndustries is speciaal opgericht voor het ontwerpen, produceren en onderhouden van de NH90-serie helikopters.
De aandeelhouders per november 2016 waren:
- Airbus Helicopters 31,25%
- Airbus Helicopters Deutschland: 31,25%
- Leonardo Helicopters: 32%
- Fokker: 5,5%

Het hoofdkantoor van het bedrijf is gevestigd in Aix-en-Provence in Frankrijk. Er zijn vijf vestigingen in Europa en een in Australië waar de helikopters worden geassembleerd. In Nederland heeft NH een vestiging op het industrieterrein Aviolanda te Hoogerheide, gemeente Woensdrecht.

## Trivia
Het bedrijf NHIndustries moet niet worden verward met het voormalige Nederlandse bedrijf Nederlandse Helikopter Industrie (NHI; 1955 - 1961).